# Club Atlético Nicolás Avellaneda
El Club Atlético Nicolás Avellaneda es un club argentino, de la ciudad de Santiago del Estero, provincia homónima. Fue fundado el 23 de septiembre de 1937 y su principal actividad es el básquet y participa en la Liga Federal, tercera división nacional en dicho deporte.

## Historia

### Fundación
Fue fundado el 23 de septiembre de 1937 y su cancha se encontraba en la calle Libertad 701.
El club participó en el Campeonato Argentino de Básquetbol, la máxima categoría del básquetbol argentino, en 1957, 1959, 1960 y 1961.
Ganó el Campeonato Argentino de Clubes de Segunda División en 1955 y el Campeonato Argentino de Clubes de Tercera División en 1954. También fue campeón de la Liga Santiagueña de Básquetbol en 1953, 1954, 1956, 1957, 1959, 1960 y 1961.
El club formó a varios jugadores que luego brillaron en la selección argentina, como Rafael Lledó, Carlos Landoni, Ricardo González y Alberto Cabrera.